# Just One Look
Just One Look è un brano musicale di genere R&B dei cantanti Doris Troy e Gregory Carroll, registrato e distribuito nel 1963. Negli anni è stato ripreso da altri importanti artisti come  Anne Murray, The Hollies e Linda Ronstadt, raggiungendo nuovamente la vetta delle classifiche.

## Versione originale
L'uscita del brano coincise con la scelta della cantante di usare il nome d'arte "Doris Troy" come nome; in precedenza il suo pseudonimo era Doris Payne.
Il brano ha raggiunto la top 10 della U.S. Billboard Hot 100 negli Stati Uniti d'America e il numero uno della classifica canadese.

## Versione dei The Hollies
Appena un anno dopo l'uscita della versione originale, il gruppo musicale inglese The Hollies pubblicò una versione riarraingiata del brano. Il singolo fu subito un successo, raggiungendo la posizione numero due nel Regno Unito e la top ten anche in Irlanda e in Nuova Zelanda.
Questa versione entrò nuovamente nella classifica statunitense sia nel 1964 che nel 1967.

## Influenza culturale
La versione di Doris Troy è stata usata in uno spot pubblicitario della Pepsi del 1991 con Cindy Crawford, che è stato trasmesso nuovamente durante il Super Bowl XXXV nel 2001. Nel 2015, la versione di Troy è stata nuovamente usata in una pubblicità della Pepsi, stavolta in una versione dietetica della bevanda dolcificata con Aspartame. Una versione diversa è stata utilizzata in una serie di spot pubblicitari per Mazda, a partire dal 1979 e fino all'inizio degli anni '80.
La versione dei The Hollies è stata usata come sigla iniziale delle prime tre stagioni del programma televisivo Il testimone.